# Ermita del Calvario (Benafigos)
La Ermita del Calvario de Benafigos, en la comarca del Alcalatén,  provincia de Castellón, España, conocida también como Ermita del Santo Cristo del Calvario,  es un templo  catalogado, de forma genérica como Bien de Relevancia Local, con código identificativo: 12.04.025-003,  según datos de la Dirección General de Patrimonio Artístico de la Generalidad Valenciana.
La ermita se localiza  a la entrada del pueblo, junto a la Carretera de la Diputació.
Se trata de un pequeño edificio del siglo XVIII, 1740, construido en mampostería y sillares de refuerzo, todo ello blanqueado siguiendo las pautas barrocas.
De planta rectangular y nave única, tiene escasa altura pese a la presencia de un primitivo tambor poligonal (acabado en una pequeña cúpula de tejas) en el caballete de la cubierta que es de teja y a dos aguas.
La puerta de acceso a la ermita se dispone en una de las fachadas laterales, consistiendo en una puerta rectangular adintelada, ligeramente elevada del suelo, y  enmarcada por sillares irregulares,  a la que se llega tras subir unos toscos escalones de piedra, que se extienden por prácticamente toda la fachada lateral. Sobre el dintel puede observarse una lápida con la fecha de construcción, y por encima de ella, el alero se rompe para dar lugar a un arco de medio punto que soporta una espadaña para una sola campaña, que no existe.
Respecto al interior, su estado de conservación es mucho peor de lo que cabría esperar tras la contemplación del exterior, poniéndose de relieve el lamentable estado de conservación de las pinturas de muros y cúpula, que representan escenas de la pasión.